# Unidades especiales de intervención de la Unión Europea
En la Unión Europea, una unidad especial de intervención es «cualquier unidad de las fuerzas y cuerpos de seguridad (Policía o Gendarmería) de un Estado miembro que esté especializada en el control de situaciones de crisis», siendo el término «crisis» «un hecho delictivo que supone una amenaza física directa y grave para las personas, bienes, infraestructuras o instituciones de ese Estado miembro» y «en particular en materia de lucha contra el terrorismo y la delincuencia transfronteriza». Desde 2001, estas unidades se agrupan en la Red ATLAS.

## Unidades especiales de intervención por Estado miembro

### Alemania
- GSG9[4]

### Austria
- EKO Cobra

### España
- Grupo Especial de Operaciones (GEO) del Cuerpo Nacional de Policía
- Unidad Especial de Intervención (UEI) de la Guardia Civil[5]
- Grupo Especial de Intervención (GEI) de los Mozos de Escuadra (en catalán: Grup Especial d'Intervenció)
- Grupo de Intervenciones Especiales (GIE) de la Policía Foral de Navarra
- Berrozi Berezi Taldea (BBT) de la Ertzaintza (en euskera)

### Francia
- Grupo de Intervención de la Gendarmería Nacional (GIGN)
- RAID

### Grecia
- EKAM[6]

### Italia
- Nucleo operativo centrale di sicurezza (NOCS) Polizia di Stato
- Grupo de Intervención Especial (GIS) Arma de Carabineros